# Fliegerkaserne Wiener Neustadt

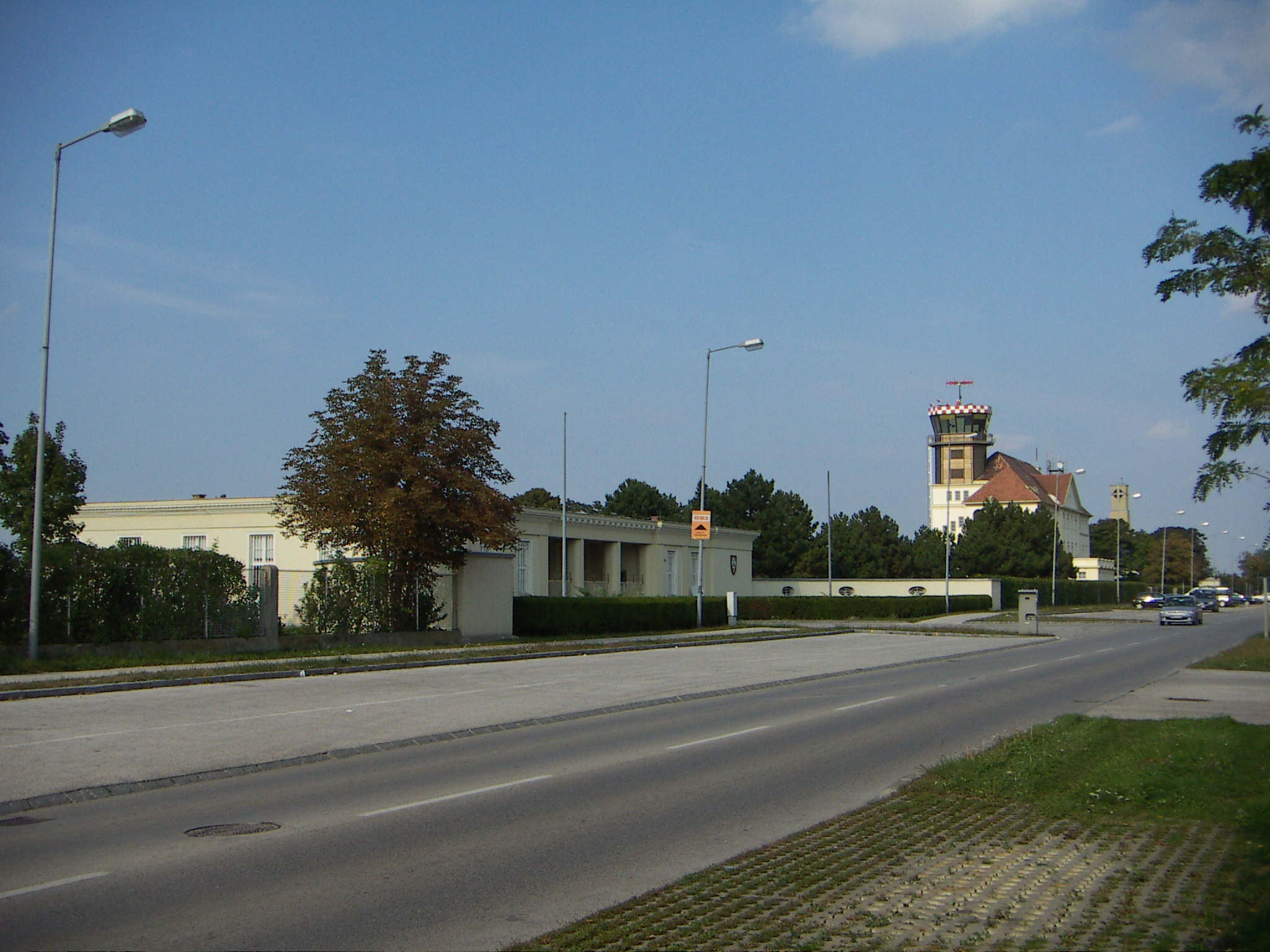
Portalbau, Offiziers-Wohngebäude, Kesselhauskamin (jetzt Kirchturm)

Die ehemalige Kaiser-Karl-Fliegerkaserne, dann Fliegerkaserne, in Wiener Neustadt am Flugfeldgürtel 11 bis 15 war die erste Kaserne der sich entwickelnden Luftwaffe der Monarchie. Die heutige Kaserne Flugfeld steht am Flugfeldgürtel 19.
Im Jahre 1909 wurde unter dem Bürgermeister Franz Kammann von der Stadt Wiener Neustadt im Nordwesten der Stadt ein Flugfeld angelegt und eine Militär-Aviatische Station eingerichtet. Im Jahre 1913 ging das Flugfeld mit Pachtvertrag an die Heeresverwaltung. In den Jahren 1914 bis 1917 wurde nach den Plänen der Architekten Siegfried Theiss und Hans Jaksch die Fliegerkaserne errichtet. Die ursprünglich weitläufige Kasernenanlage wurde mittig durch die Wöllersdorfer Straße erschlossen, welche im Jahre 1938 verkürzt wurde.
Die Wohnhausanlage der Gesamtplanung von Theiss und Jaksch konnten erst nach dem Ersten Weltkrieg als Wohnhausanlage am Flugfeld – heute Dr.-Karl-Renner-Hof genannt – errichtet werden.
Im Jahre 1921 eröffnete die Stadtgemeinde in den Räumlichkeiten der ehemaligen Fliegerkaserne den ersten städtischen Kindergarten und eine Kleinkinderkrippe. Der Verwalter des Krankenhauses war mit der Realisierung des Kindergartens beauftragt. Die sogenannte Bewahranstalt wurde vor allem von berufstätigen Müttern für deren Kinder in Anspruch genommen. Da bald ein reger Zuspruch entstand, wurde 1923 und 1926 zwei weitere Kindergärten eingerichtet. 1926 wurde mit einer Bildungsanstalt für Kindergärtnerinnen in der ehemaligen Fliegerkaserne begonnen. Die Kindergärtnerinnenbildungsanstalt mit Öffentlichkeitsrecht war in Österreich ein Novum, weil sie neutral und nicht konfessionell gebunden war. Initiatorin der Bildungsanstalt war die ehemalige Lehrerin und Gemeinderätin und spätere Abgeordnete zum Nationalrat Marie Hautmann.
Im Zweiten Weltkrieg kam es von 1943 bis 1945 zu schweren Kriegsschäden, sodass nur noch der Portalbau, das Offiziers-Wohngebäude (Objekt III), und das in der Zwischenkriegszeit zu einer Antonskirche umgebaute Zentralheizungskesselhaus im Kern erhalten ist.
Die ehemalige Portalanlage am Flugfeldgürtel zeigt sich zur Wielandgasse als langer niedriger neoklassizistischer Bau. Das Offiziers-Wohngebäude ist dreigeschoßig mit Zwerchgiebel unter einem hohen Satteldach.